# 日笠頼房
日笠 頼房（ひかさ よりふさ）は、戦国時代から安土桃山時代にかけての武将。浦上氏の家臣。備前国日笠青山城主。

## 出自
日笠氏は自称するところによれば坂上田村麻呂後裔の一族であり、田村麻呂の子孫の日里宇の代に若狭国日笠に居を構えた際に日笠姓に改めたという。
その後、平安時代、白河天皇治世の時代に日笠親政が備前和気郡に移り住んで、水精山に日笠青山城を築き、以後日笠氏が治めた事でその地は「日笠」と呼ばれるようになったという。
ただ、あくまで自称するところであり日笠氏の事績が確かになるのは戦国時代からである。

## 生涯
永正15年（1518年）、日笠元信の子として誕生。
天文20年（1551年）、尼子晴久が備前に侵攻した時に備前国人は親尼子派の浦上政宗と反尼子派の浦上宗景の派閥に割れたが、日笠氏は政宗方に与した。天文23年（1554年）1月、浦上宗景は後々本拠とする天神山城の普請に取り掛かったが、天神山城は日笠氏の本拠である日笠青山城と尾根続きで3km程度しか離れておらず、同年7月に尼子晴久・浦上政宗の軍勢が天神山城を攻める際には日笠氏も尼子・浦上政宗方に付いて天神山城を攻撃している。天神山城は尼子・浦上政宗方の攻撃を持ちこたえ、逆に浦上宗景は対抗勢力を徐々に駆逐して勢力を拡げ、やがて備前を席巻する勢力にまで成長する。こうなると日笠氏も宗景の軍門に下る事を余儀なくされたが、宗景は日笠青山城を天神山城を守る上で大切な拠点と考え、日笠青山城主である日笠頼房を重臣として取り立てるなど厚遇し融和を計った。
頼房の名の初出は永禄4年（1561年）11月6日の石清水八幡宮管轄の荘園である備前佐井田荘に先日贈られた馬について宗景からの感謝の意を伝える一方で公用を宗景に納入するように佐井田荘に催促をした書状である。永禄11年（1568年）6月1日には備前の片上と浦伊部の間で起こった境界争いの仲介を大田原長時・服部久家・岡本氏秀・明石行雄・延原景能と頼房の6人が行っている。この頃には頼房が浦上家中の老臣と同じ高い地位にあった事が窺える。
元亀2年（1571年）6月19日、明石行雄・小嶋一頼と連署で播磨国室津と那波の境界争いを仲介し、当事者である万福寺と龍野城主の赤松広貞に今後この件について糾明することを約束している。
天正2年（1574年）から始まった浦上宗景と宇喜多直家との戦（天神山城の戦い）においては宗景を支持。同年4月12日に日笠青山城下に宇喜多軍が攻めてきた時には一門の日笠牛介らの活躍でこれを破り、頼房はこの合戦で功のあった将の働きについて宗景に上申し、彼らへの感状の発給を促している。しかし、翌天正3年（1575年）頃から宇喜多の後援者である毛利輝元が備中兵乱を収束させて備前まで圧力を掛けていたが、一方で浦上の後援者である織田信長は越前一向一揆や長篠の戦いなど東方の大作戦に注力しており備前には殆ど兵を割けない状況であった事から情勢は明らかに宇喜多方優勢となり始める。そして同年9月、遂に天神山城は落城し宗景は播磨へと僅かな従者と共に遁走するに至った。
頼房は天神山城陥落後も宗景の護衛として播磨まで付き従って逃げたが、その後の浦上秀宗らによる浦上家再興の動きにまで協力していたかは不明。その後、頼房は天正10年（1582年）に播磨国の鵤庄で不慮の事で亡くなったという。享年65。

## 子孫
頼房の長男・頼則の家系は播磨に定住し、頼則の子・頼継は姫路藩士となって普請奉行などを務めた。
一方で次男・頼重は慶長3年（1598年）に備前に戻って来ており、児島郡藤戸村に土着。帰農して江戸時代には同地の大庄屋となった。そのまま藤戸の大庄屋として明治維新まで存続し、明治時代には寄生地主として財を成し、土地の経営で得た資金を商工業の会社起業に投資し、明治29年（1896年）には味野紡績、明治30年（1897年）には日笠銀行、明治43年（1910年）には岡山電気軌道を創設するなど岡山県下有数の資産家に成長した。